# Pericóresis

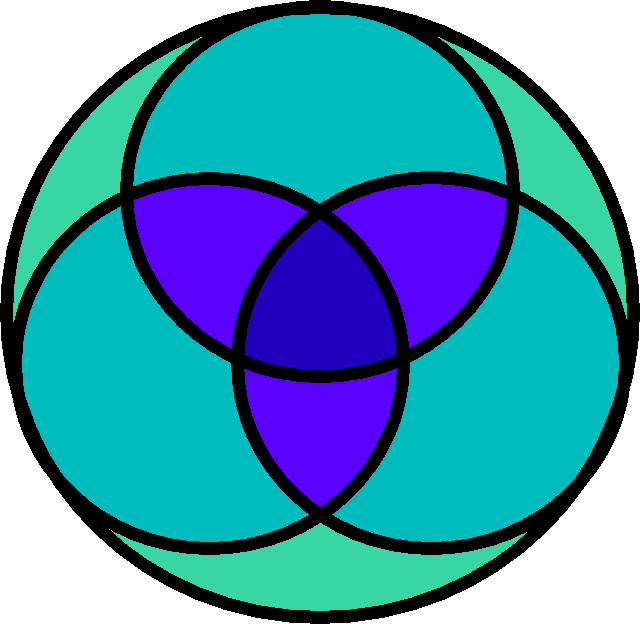
Símbolo de la trinidad cristiana

La pericoresis, circumincesión, o inhabitación mutua, es un concepto teológico cristiano que expresa el grado de unión entre las personas de la Trinidad. El “ser en” de las personas entre sí: implica el modo en que el Padre es en el Hijo y el Hijo en el Padre; el Padre es en el Espíritu Santo, y así sucesivamente.
Esta doctrina presupone la afirmación de que en Dios hay un solo ser, una sustancia y esencia, una misma naturaleza divina. Según la teología católica, en Dios sólo hay distinción por las relaciones de oposición que se dan entre las personas: la paternidad y la filiación, la procesión y la espiración.

## Etimología
La palabra “pericoresis” proviene del griego y significa recirculación o recapitulación. Del griego pasó al latín con dos expresiones similares: circumincessio y circuminsessio. La primera, propuesta por Buenaventura expresa mayor dinamismo: moverse o dar giros alrededor. La segunda, preferida por santo Tomás de Aquino, insiste en la existencia de unos en otros; literalmente: estar sentados en un mismo sitio.
“Pericoresis” era también el nombre de una danza, en la que uno gira en torno al otro, entrelazados mutuamente como si fueran uno solo. La imagen expresa, aunque de modo análogo, el significado teológico de este término.

## En la Biblia
El evangelio de Juan es el que ofrece el más sólido fundamento a la doctrina de la pericoresis. Son más explícitas las afirmaciones sobre la relación entre el Padre y el Hijo, pero la tradición también ha encontrado textos que sostienen la relación con el Espíritu Santo. 

El Hijo no puede hacer nada por su cuenta, sino lo que ve hacer al Padre: lo que hace él, eso también lo hace igualmente el Hijo.
Jn 5, 19

El que me ha visto a mí, ha visto al Padre… ¿No crees que yo estoy en el Padre y el Padre está en mí? Las palabras que os digo, no las digo por mi cuenta; el Padre que permanece en mí es el que realiza las obras.  Creedme: yo estoy en el Padre y el Padre está en mí.
Jn 14, 10-11

## En el Magisterio y la Tradición de la Iglesia católica
Gregorio Nacianceno fue el primero en usar el término en ámbito teológico, pero lo hace para explicar la unión de dos naturalezas en Cristo. Fue Juan Damasceno el primero en usarlo para explicar la unidad y trinidad de Dios. Dice que las personas divinas “se contienen totalmente una en la otra” y utiliza esta imagen para explicarlo mejor: “la divinidad es indivisa en realidades divisas como en tres soles que están el uno en el otro, hay una única luz que se funde juntamente”. 
Aunque el término “pericoresis” no se usa expresamente en documentos oficiales de la Iglesia, su contenido  se encuentra expresado en diversos textos del Magisterio. El más importante es la Bula Cantate Domino, del Concilio de Florencia (siglo XV), que habla de la “in-existencia” (existir en) de las personas divinas.